# Gunnar Gabrielsson
Gunnar Emil Gabrielsson (Sölvesborg, 17 giugno 1891 – Karlskrona, 29 marzo 1981) è stato un tiratore a segno svedese.

## Palmarès

### Olimpiadi
- 1 medaglia:
  - 1 argento (Anversa 1920 nella pistola libera a squadre)